# Imagination & the Misfit Kid
Imagination & the Misfit Kid è il secondo album in studio del cantautore inglese Labrinth , pubblicato il 22 novembre 2019. L'album è stato registrato a Londra e New York e presenta la voce delle cantanti Sia e Zendaya.

## Descrizione
In un'intervista dell'ottobre 2019, Labrinth ha descritto Imagination & the Misfit Kid come una "raccolta di concetti su un bambino che vende la sua immaginazione a un uomo d'affari in cambio del successo",mentre l'annuncio dell'album lo ha definito "un'avventura è intrecciata da la storia di un viaggio attraverso l'arte, il commercio e l'immaginazione." L'album è stato rilasciato per il download digitale e lo streaming il 22 novembre 2019, con l' LP pubblicato il 28 febbraio 2020.

## Tracce
1. Imagination – 1:30 (Labrinth)
2. Misbehaving - The Misfit Version – 3:13 (Labrinth, Nathaniel Ledwidge)
3. Miracle – 3:49 (Labrinth, Ilya)
4. Juju Woman – 0:48 (Labrinth)
5. Dotted Line / Juju Man – 3:02 (Labrinth)
6. All for Us (feat. Zendaya) – 3:11 (Labrinth)
7. The Producer – 2:43 (Labrinth)
8. Something's Got To Give – 3:50 (Labrinth, Ammar Malik,Jason Evigan)
9. I'm Blessed – 0:50 (Labrinth)
10. Like a Movie – 2:20 (Labrinth)
11. Sexy MF – 2:58 (Labrinth, Nathaniel Ledwidge)
12. Where The Wild Things – 3:18 (Labrinth, Cass Lowe)
13. Mount Everest – 2:37 (Labrinth)
14. The Finale – 0:27 (Labrinth)
15. Oblivion (feat. Sia) – 4:13 (Labrinth, Sia, Ilya)

## Classifiche
Sebbene l'album non sia stato classificato al momento del rilascio, è entrato nelle classifiche nel 2022 quando il singolo "Mount Everest" è stato presentato in Euphoria ed è stato incluso in entrambe le colonne sonore di Labrinth per lo spettacolo.